# Anita Dobson
Anita Dobson (ur. 29 kwietnia 1949 w Londynie) – brytyjska aktorka i piosenkarka, znana z roli Angie Watts w operze mydlanej EastEnders. Prywatnie żona gitarzysty i astrofizyka Briana Maya.

## Kariera
Anita Dobson już od młodych lat interesowała się teatrem. Pierwszym krokiem do jej kariery było wstąpienie do Webber Douglas Academy of Dramatic Art w Londynie.

Logo serialu EastEnders

### EastEnders
Anita Dobson nie była pierwszą aktorką, która zagrała Angie Watts w „EastEnders”. Na początku rolę tę dostała Jean Fennel, która grała ją do momentu aż uznano, że nie pasuje ona do postaci. Fennel została zastąpiona właśnie przez Anitę. Aktorka grała uzależnioną od alkoholu gospodynię domową Królowej Viktorii. Często współpracowała z serialowym partnerem (Dirty Den Watts), granym przez Lesliego Granthama.
Przełomowym sukcesem aktorki był odcinek wyemitowany w Dzień Bożego Narodzenia 1986 roku, gdy Dirty Den Watts wręcza Angie papiery rozwodowe. Odcinek ten zobaczyło 30,15 mln osób w Wielkiej Brytanii, co daje najwyższą w historii liczbę oglądających.
Gdy w 1988 roku Anita Dobson zrezygnowała z występowania w następnych odcinkach, wielokrotnie była proszona przez BBC o powrót. Ostatecznie postać Angie Watts zmarła z powodu przedawkowania alkoholu w 2002 roku.

### Strictly Come Dancing
6 września 2011 roku ogłoszono, że Anita Dobson weźmie udział w brytyjskim programie „Strictly Come Dancing”. Ujawniono, że będzie tańczyła z partnerem Robinem Windsorem. Gdy jej taneczny partner złapał tygodniową kontuzję, została wyeliminowana z programu. Tańczyła także Cha Cha i Swingaton z Brendanem Cole’em.
| Tydzień | Taniec / Utwór                                                    | Punkty od jury | Punkty od jury | Punkty od jury | Punkty od jury | Punkty od jury |
| Tydzień | Taniec / Utwór                                                    | Horwood        | Goodman        | Dixon          | Tonioli        | Łącznie        |
| ------- | ----------------------------------------------------------------- | -------------- | -------------- | -------------- | -------------- | -------------- |
| 1       | walc / Three Times a Lady – The Commodores                        | 7              | 7              | 7              | 7              | 28             |
| 2       | salsa / Jump in the Line – Harry Belafonte                        | 7              | 7              | 7              | 7              | 28             |
| 3       | jive / You Can't Stop the Beat – z Hairspray                      | 6              | 7              | 7              | 7              | 27             |
| 4       | ang. american smooth / I've Got You Under My Skin – Frank Sinatra | 8              | 8              | 8              | 8              | 32             |
| 5       | tango / Devil Woman – Cliff Richard                               | 7              | 8              | 8              | 8              | 31             |
| 6       | charleston / I Got Rhythm – George Gershwin                       | 7              | 8              | 8              | 8              | 31             |
| 7       | tango argentyńskie / tango z repertuaru Cirque du Soleil          | 7              | 9              | 8              | 9              | 33             |
| 8       | samba / Come On Eileen – Dexys Midnight Runners                   | 6              | 7              | 7              | 7              | 27             |
| 9       | cha-cha / Uptown Girl – Billy Joel                                | 7              | 8              | 7              | 8              | 30             |
| 9       | swing Maraton / Chattanooga Choo Choo                             | 2 z 7          | 2 z 7          | 2 z 7          | 2 z 7          | 2 z 7          |

### Kariera telewizyjna
Już na początku lat 80 zagrała w kilku serialach telewizyjnych m.in. w „Up The Elephant and Round The Castle” w 1983. Jej najpopularniejszą rolą filmową jest wcześniej wspomniana Angie Watts w EastEnders na BBC. Oprócz tego zagrała także w innych serialach BBC, m.in.: „Dangerfield” (1995), „Ghosts” (1995), „Sunburn” (1999), „Hotel Babylon” (2007), „The Last Detective” (2004), czy w „Sweet Revenge” (1998).

### Kariera sceniczna
W 1980 roku Dobson wystąpiła w Salisbury Playhouse grając rolę w dramacie „Pigmalion”. Zagrała w „Chorus Girls” (1981), w krótkometrażowym musicalu „Budgie”, w odnowionym musicalu „Rough Crossing” (1984), w „Chicago”, grając rolę Mamy Morton oraz w Hamlecie w teatrze West End. W 2012 roku Anita zagrała rolę Mistress Quickly w produkcji „The Merry Wives of Windsor” razem z Royal Shakespeare Company. Chwilowo pojawiła się także w roli Madame Morrible w muscialu „Wicked” w Apollo Victoria Theatre.

### Kariera muzyczna
Oprócz swojej kariery aktorskiej, Anita zajmuje się muzyką. W sierpniu 1986 udało jej się wejść na 4. miejsce w UK Singles Chart z jej utworem „Anyone Can Fall In Love”, który został wyprodukowany przez jej męża Briana Maya. Utwór był stworzony na bazie intro do serialu EastEnders, którego tekst napisał Simon May. Nagrała też inne płyty i single.

## Nagrody
Anita Dobson dostała nagrodę Pye Award za rolę Angie Watts. W 2003 roku została mianowana w kategorii najlepszej aktorki z musicalu Frozen w Royal National Theatre. Oprócz tego w 2007 roku Dobson została Towarzyszką Liverpool Institute for Performing Arts. Jest patronką charytatywnego teatru Music Hall Guild of Great Britain and America.

## Życie prywatne
Od 2000 roku Anita Dobson jest żoną Briana Maya. Poznali się na premierze filmu w Beverly Hills. Brian zaprosił aktorkę na koncert zespołu Queen, którego jest członkiem. Są parą od 1986 roku. Wtedy jej mąż formalnie był w związku małżeńskim z poprzednią żoną, z którą wziął rozwód w 1988 roku. Ceremonia ślubu urzędowego odbyła się w Richmond Register Office. Wśród gości byli tylko przyjaciele i rodzina nowożeńców.